# Erwin Payr

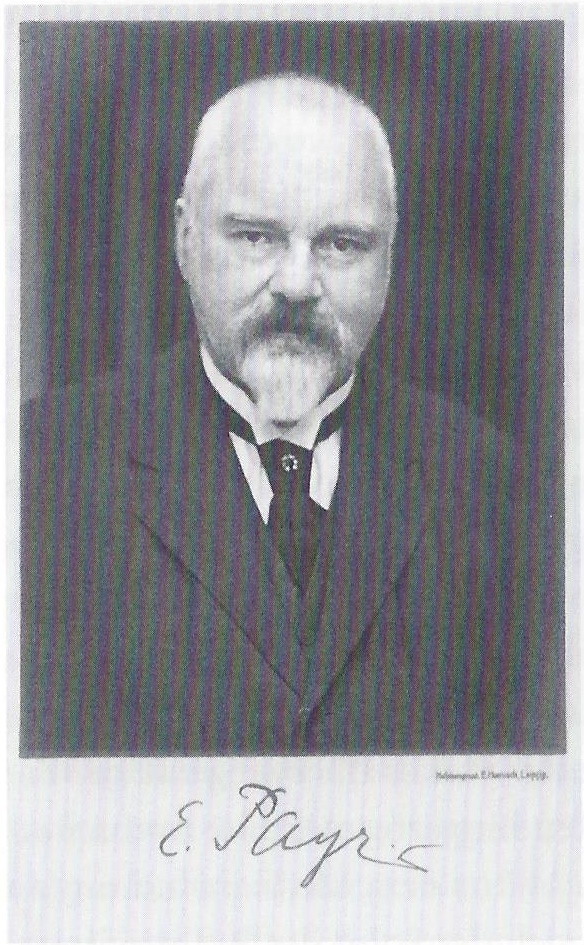
Erwin Payr

Erwin Payr (* 17. Februar 1871 in Innsbruck; † 6. April 1946 in Leipzig) war ein österreichischer Chirurg und Hochschullehrer.

## Leben
Erwin Payr war der Sohn von Karl Payr (1836–1907), einem Beamten der Handels- und Gewerbekammer sowie Professor für Staatsrechnungswissenschaften an der Leipziger Universität, und Anna Sauter, die aus einer Literaten- und Botanikerfamilie stammte. Er heiratete 1901 Helene Steiner (1876–1952). Das Paar hatte die Tochter Anna Maria Payr (1902–1979) und den Sohn Bernhard Payr (1903–1945).

### Werdegang
Nach dem Abitur am Akademischen Gymnasium Innsbruck studierte Payr an der Universität Innsbruck Medizin. 1894 wurde er in Innsbruck zum Dr. med. promoviert. Danach arbeitete er in Wien zunächst in der Pathologie und der Inneren Medizin, dann beim Chirurgen Eduard Albert. Anschließend ging er nach Graz, wo er sich 1899 für Chirurgie habilitierte.
Bis 1906 arbeitete Payr als Primararzt am Städtischen Krankenhaus Graz in der chirurgisch-gynäkologischen Abteilung. 1907 wurde er auf den chirurgischen Lehrstuhl der Königlichen Universität zu Greifswald berufen. Drei Jahre später wechselte er an die Albertus-Universität Königsberg. 1911 folgte die Berufung an die Universität Leipzig. 1929 war er Präsident der Deutschen Gesellschaft für Chirurgie. 1937 wurde er emeritiert.

### Arbeit

Privatstation (nach Erwin Payr auch Payrs Kilinik genannt) des Städtischen Krankenhausese St. Jacob in Leipzig

In Allgemeiner Chirurgie befasste sich Payr unter anderem mit Techniken zur Blutgefäß- und Nervennaht, der Therapie von Wunden, Schussverletzungen und Amputationen. Die orthopädisch orientierte Pathologie und Chirurgie von Gelenkerkrankungen war ein weiterer Schwerpunkt seiner Arbeit. Darüber hinaus arbeitete er auf den Gebieten der Magenchirurgie (Magen- und Duodenalgeschwüre), Schädel-Hirn-Chirurgie, der Organtransplantation, Trigeminusneuralgie, Schilddrüsenchirurgie, Bauchchirurgie (Bauchfellverwachsungen, Obstipation, Appendizitis, Leber, Gallenwege, Bauchspeicheldrüse) und der Therapie bösartiger Geschwülste sowie der Chirurgie des Urogenitaltrakts.
Als leitender Oberarzt des Krankenhauses St. Jakob war Payr an Zwangssterilisationen beteiligt, die zur Durchsetzung der nationalsozialistischen „Rassenhygiene“ 1933 im „Gesetz zur Verhütung erbkranken Nachwuchses“ legitimiert worden waren.
Payr entwickelte zahlreiche chirurgische Instrumente (Darmklemme, Bauchdeckenhaken, Rillensonde, Quetschzange, Nadeln), verschiedene plastisch-chirurgische Operationsverfahren (Arthroplastik, Sichelschnitt) und beschrieb diagnostische Zeichen wie die verschiedenen Payr-Zeichen. Als Hauptwerk gilt seine Monographie über Gelenksteife und Gelenkplastik. Nach Payr ist ein Zugang zum Innenmeniskus des Kniegelenks benannt.
Er publizierte mehr als 320 Zeitschriften- und 30 Kongressbeiträge sowie Beiträge zu chirurgischen und therapeutischen Lehrwerken, war Mitherausgeber der Ergebnisse der Chirurgie und Orthopädie und Empfänger verschiedener Titel und Auszeichnungen.

## Ehrungen
- Geheimer Medizinalrat

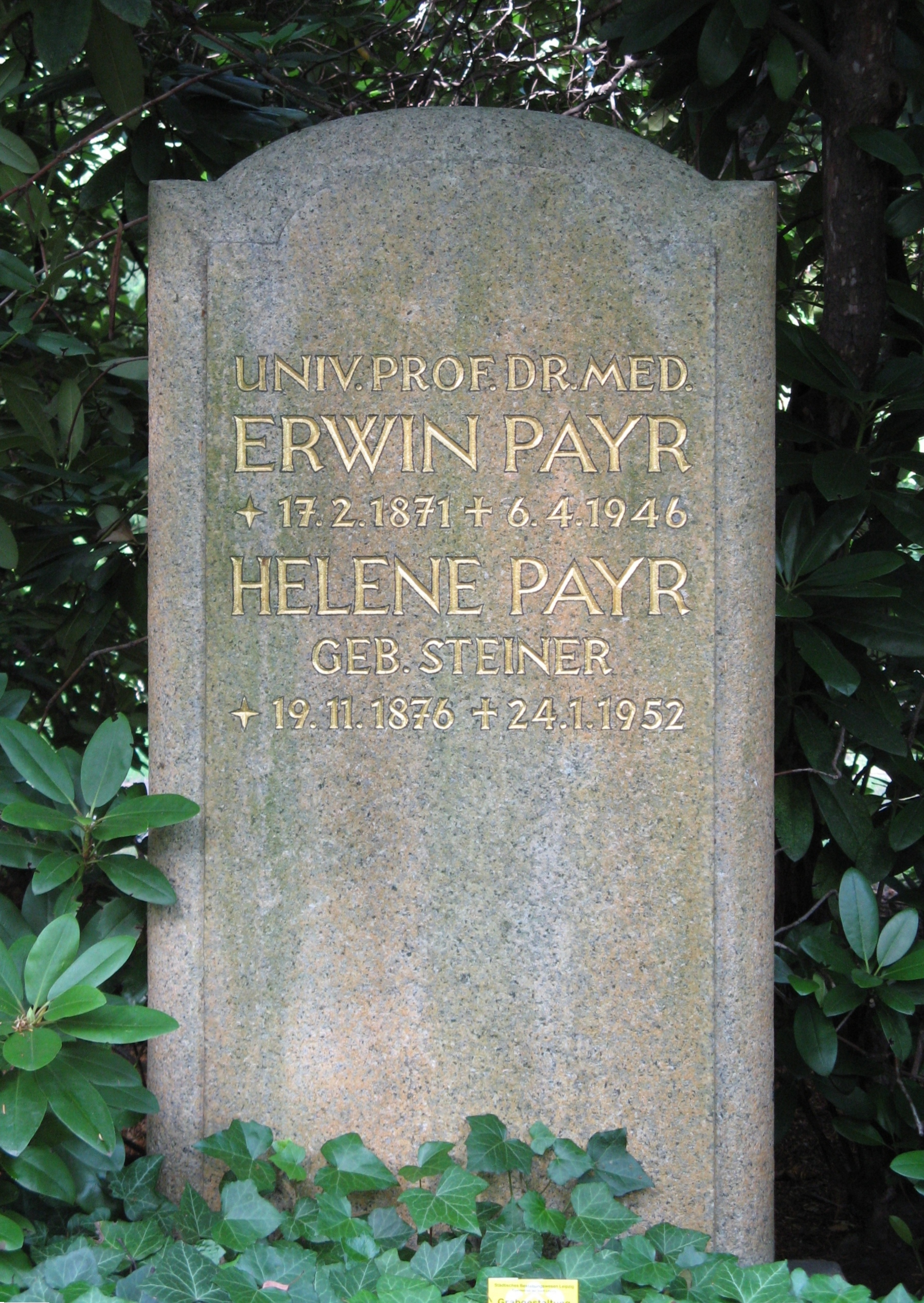
Grab auf dem Südfriedhof (Leipzig)

- Dr. med. vet. h. c. der Universität Leipzig (1924)
- Wahl in die Deutsche Akademie der Naturforscher Leopoldina (1930)
- Ehrenmitglied der Deutschen Gesellschaft für Chirurgie (1940)
- Goethe-Medaille für Kunst und Wissenschaft (1941)

## Schriften
- Beiträge zur Technik der der Blutgefäß- und Nervennaht nebst Mitteilungen über die Verwendung eines resorbierbaren Metalles in der Chirurgie. In: Archiv für klinische Chirurgie. 62 (1900), 64 (1901), 72 (1904).
- Transplantation von Schilddrüsengewebe in die Milz. In: Archiv für klinische Chirurgie. 80 (1906), 106 (1915).
- Die Erkrankungen der Knochen und Gelenke. In: Max Wilms, Ludwig Wullstein (Hrsg.): Lehrbuch der Chirurgie. Band 3. 1912/1918.
- Chirurgische Behandlung der Verletzungen und Erkrankungen des Halses. In: Franz Pentzoldt, Roderich Stintzing (Hrsg.): Handbuch der gesamten Therapie. Band 6. 5. Auflage. Jena 1914.
- mit Julius Hochenegg: Lehrbuch der speziellen Chirurgie. Berlin 1918/1927.
- mit Josef Hohlbaum: Geschwülste des Magens als Gegenstand chirurgischer Behandlung. In: Friedrich Kraus, Theodor Brugsch (Hrsg.): Spezielle Pathologie und Therapie innerer Krankheiten. Band 5/1, 1921.
- mit Erich Sonntag: Allgemeine chirurgische Pathologie des Schädels und seines Inhaltes. 1926.
- mit Paul Zweifel: Klinik der bösartigen Geschwülste. Leipzig 1924/1925/1927.
- Gelenksteifen und Gelenkplastik. Berlin 1934.